# Sacabamba (gemeente)
Sacabamba is een gemeente (municipio) in de Boliviaanse provincie Esteban Arce in het departement Cochabamba. De gemeente telt naar schatting 4.518 inwoners (2018). De hoofdplaats is Sacabamba.